# Watestanjung
Watestanjung is een bestuurslaag in het regentschap Gresik van de provincie Oost-Java, Indonesië. Watestanjung telt 5142 inwoners (volkstelling 2010).